# ラージプーターナー

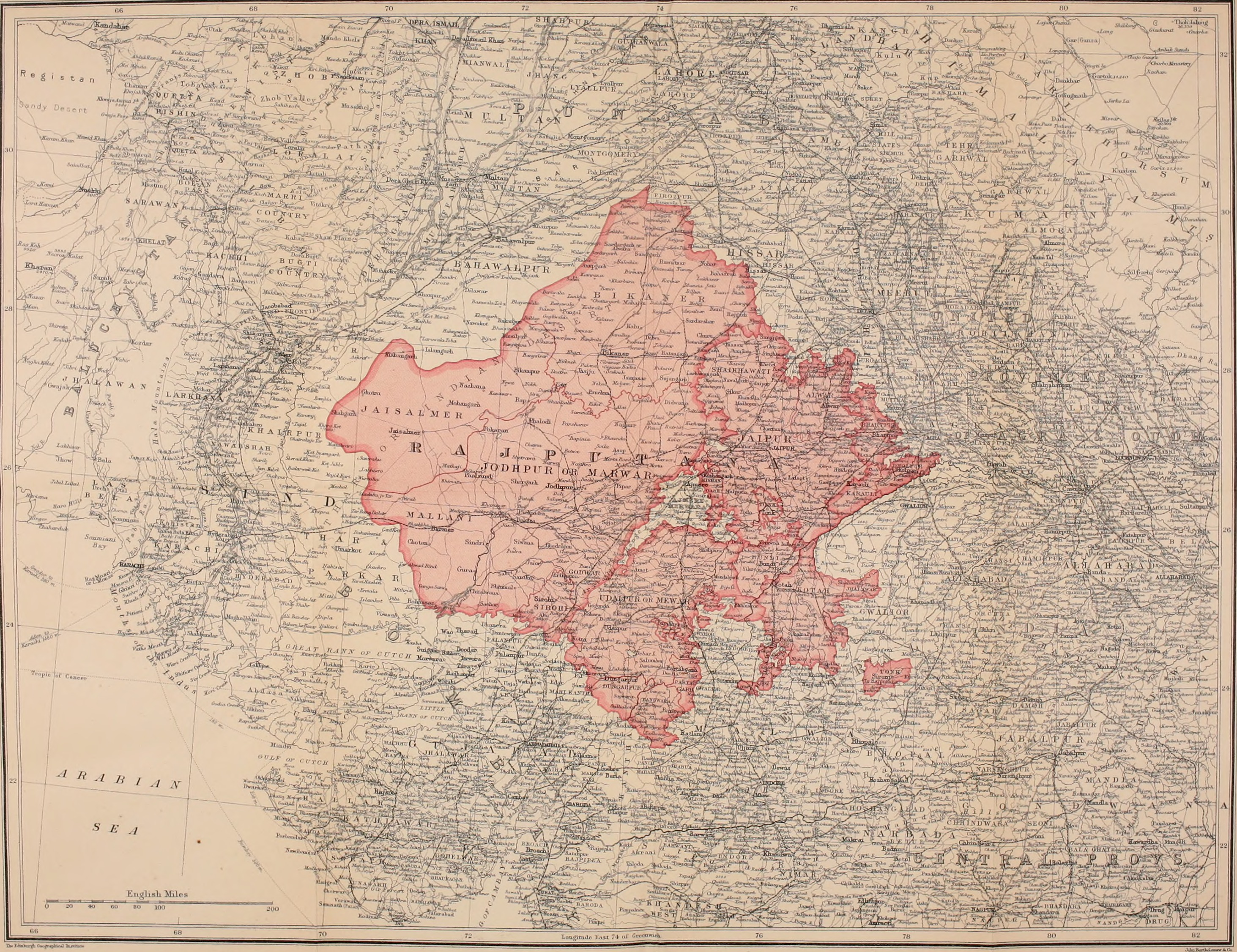
ラージプーターナーの地図（1920年）

ラージプーターナー（राजपूताना）とは、「ラージプート（राजपूत）族の地」の意味で、おおむね西北インド、現在のラージャスターン州に相当する地域。
5世紀中頃から、中央アジアから侵入してきた異民族やこの地の支配者層が融合、インド化して正当なクシャトリヤを名乗るラージプート族が住み着いたことからこの名称がある。
この地で興った王朝には以下のものがある。
- ヴァルダナ朝
- チャンデーラ朝
- プラティーハーラ朝
- パラマーラ朝
- チャーハマーナ朝
- ムガル帝国
- マラーター同盟